# فرودگاه شهری شرق سنت لویس
فرودگاه شهری شرق سنت لویس (به انگلیسی: St. Louis Metro-East Airport) (به زبان بومی: Shafer Field) یک فرودگاه همگانی- بهره‌برداری هوایی است که یک باند فرود آسفالت دارد و طول باند آن ۸۱۱ متر است. این فرودگاه در کشور ایالات متحده آمریکا قرار دارد و در ارتفاع ۱۴۵ متری از سطح دریا واقع شده است.